# ناحیه فری لند، شهرستان لاک پارل، مینه سوتا
ناحیه فری لند (به انگلیسی: Freeland Township) یک منطقهٔ مسکونی در ایالات متحده آمریکا است که در Lac qui Parle County واقع شده‌است.
 ناحیه فری لند ۹۴٫۴ کیلومتر مربع مساحت و ۱۲۷ نفر جمعیت دارد و ۳۴۲ متر بالاتر از سطح دریا واقع شده‌است.